# Eucereon minuta
Eucereon minuta är en fjärilsart som beskrevs av Druce 1884. Eucereon minuta ingår i släktet Eucereon och familjen björnspinnare. Inga underarter finns listade i Catalogue of Life.